# Emma Laine
Emma Johanna Laine (Karlstad, Švedska, 26. ožujka 1986.) je profesionalna tenisačica iz Finske.
Profesionalnu karijeru započela je 2004. godine, ali do sada nije zabilježila značajnije rezultate. Najbolji pojedinačni plasman na WTA ljestvici bilo joj je 50. mjesto iz kolovoza 2006. godine. Ima 4 osvojena turnira iz ITF serije u pojedinačnoj konkurenciji, te 3 u igri parova. Najveći uspjesi na Grand Slam turnirima su joj druga kola Australian Opena, Roland Garrosa i US Opena.

## Vanjske poveznice
- WTA profil  Arhivirana inačica izvorne stranice od 30. rujna 2007. (Wayback Machine)